# لارس هاكون أندرسن
لارس هاكون أندرسن (بالنرويجية البوكمول: Lars Andersen)‏ هو لاعب هوكي الجليد نرويجي، ولد في 13 يناير 1974.

## وصلات خارجية
- لارس هاكون أندرسن على موقع أوليمبيديا (الإنجليزية)